# Jackson megye (Minnesota)
Jackson megye az Amerikai Egyesült Államokban, azon belül Minnesota államban található. Megyeszékhelye Jackson, mely egyben a legnagyobb városa is. Lakosainak száma 9989 fő (2020. április 1.). Jackson megye Cottonwood, Dickinson, Osceola, Emmet, Martin, Watonwan és Nobles megyékkel határos.

## Népesség
A megye népességének változása:
| Lakosok száma | 10 267 | 10 201 | 10 313 | 10 260 | 10 079 | 9989 |
|               | 2010   | 2011   | 2012   | 2013   | 2015   | 2020 |